# Super Rugby Americas
Super Rugby Americas (do 2022 pod nazwą Súper Liga Americana de Rugby, SLAR) – profesjonalna liga rugby union w Ameryce Południowej i Północnej, której pierwszy sezon rozegrano w 2020.

## Historia
Oficjalne ogłoszenie powstania ligi pod nazwą Súperliga Americana de Rugby nastąpiło 29 listopada 2019. Choć w pierwszych planach rozważano udział ośmiu drużyn, ostatecznie w pierwszym sezonie zapowiedziano uczestnictwo sześciu drużyn z różnych krajów południowoamerykańskich: Argentyny (Ceibos z siedzibą w Córdobie), Brazylii (Corinthians z siedzibą w São Paulo), Chile (Selknam z siedzibą w Santiago), Paragwaju (Olímpia z siedzibą w Asunciónie), Urugwaju (Peñarol z siedzibą w Montevideo) oraz Kolumbii (Cafeteros z siedzibą w Medellín), przy czym w rundzie zasadniczej udział miało wziąć pięć z nich, natomiast szósta, kolumbijska, miała zagrać jedynie na koniec sezonu z drużyną, która wśród reszty stawki zajmie ostatnie miejsce. Planowano też rozegranie po zakończeniu sezonu pojedynku mistrza SLAR z mistrzem północnoamerykańskiej ligi Major League Rugby o tytuł mistrza Ameryk. Pierwszy sezon rozpoczęto meczem Peñarolu z Selknamem 4 marca 2020, ale po rozegraniu zaledwie trzech spotkań rozgrywki najpierw zawieszono, a już 16 marca 2020 odwołano wskutek pandemii COVID-19 – liga zawiesiła działalność do 2021.
W marcu 2021 liga powróciła zaczynając nowy sezon w składzie sześciu drużyn – w gronie uczestników znaleźli się kolumbijscy Cafeteros, w Brazylii Corinthians zostali zastąpieni przez Cobras, natomiast w Argentynie miejsce Ceibos mimo ich protestów zajęła drużyna Jaguares XV z siedzibą w Buenos Aires (nawiązując do drugiej drużyny Jaguares, która w 2019 uczestniczyła w południowoafrykańskich rozgrywkach Currie Cup) – wcześniej Jaguares wykluczono z Super Rugby, a drużynę opuścili liczni czołowi zawodnicy. Z uwagi na pandemię COVID-19 ten sezon postanowiono rozegrać bez udziału publiczności, tylko na trzech stadionach (pierwsza część rundy zasadniczej w Chile, w Santiago i Valparaíso, a druga część rundy zasadniczej i faza pucharowa w Montevideo). Pierwszym mistrzem ligi została w maju 2021 drużyna Jaguares XV, która w finale rozgrywek pokonała Peñarol. Kolejny sezon, 2022, rozegrano w identycznym składzie jak poprzedni i ponownie tylko na trzech stadionach (pierwsza część rundy zasadniczej w Santiago i Bueons Aires, druga część rundy zasadniczej i faza pucharowa w Montevideo). Mistrzem ligi w 2022 została urugwajska drużyna Peñarol.
Istotne zmiany w lidze nastąpiły przed sezonem 2023. Liga zmieniła nazwę na Super Rugby Americas, nawiązując nazwą oraz logiem do istniejących od kilkudziesięciu lat rozgrywek Super Rugby. Zmienił się też skład ligi, a liczba drużyn uczestniczących wzrosła do siedmiu. Do nowego sezonu nie przystąpiły drużyny Jaguares XV z Argentyny oraz Cafeteros Pro z Kolumbii. Pojawiły się natomiast dwie nowe drużyny z Argentyny – Pampas z Buenos Aires i Dogos z Córdoby, a także pierwsza drużyna z Ameryki Północnej – Amercian Raptors ze Stanów Zjednoczonych (wcześniej występująca jako Colorado Raptors w północnoamerykańskiej lidze Major League Rugby). Ponadto z uwagi na zakończenie współpracy z klubem piłkarski do zmiany drużyny doszło w Paragwaju – Olímpia Lions została zastąpiona przez Yacare. Mimo braku drużyny z Kolumbii organizatorzy zapewnili, że gracze z tego kraju wezmą udział w rozgrywkach. Tytuł mistrzowski w sezonie 2023 obronił Peñarol. Kolejny sezon, 2024, rozgrywany był w identycznym składzie i identycznym formacie jak poprzedni, a po argentyńskim finale po mistrzostwo pierwszy raz sięgnęli Dogos.

## Format rozgrywek
Sezon ligowy składa się z dwóch części: rundy zasadniczej oraz pucharowej. W pierwszym sezonie planowano rozegranie fazy grupowej systemem każdy z każdym, mecz i rewanż (po osiem spotkań każdej drużyny) oraz awans najlepszej czwórki do fazy pucharowej, składającej się z półfinałów i finału. W kolejnych sezonach format zachowano, zmieniała się jedynie liczba spotkań drużyny zasadniczej z uwagi na rosnącą liczbę drużyn w rozgrywkach, przy czym w sezonach 2021 i 2022 drużyny nie rozgrywały meczów w domu i na wyjeździe, ale zgrupowano je we wcześniej wyznaczonych ośrodkach.

## Wyniki rozgrywek
Wyniki finałów:
| Sezon | Mistrz             | Wynik finału       | Wicemistrz         | Data finału        | Miejsce finału                        | Liczba drużyn |
| ----- | ------------------ | ------------------ | ------------------ | ------------------ | ------------------------------------- | ------------- |
| 2020  | sezon nieukończony | sezon nieukończony | sezon nieukończony | sezon nieukończony | sezon nieukończony                    | 5             |
| 2021  | Jaguares XV        | 36:28              | Peñarol            | 2021-05-15         | Montevideo (Urugwaj), Estadio Charrúa | 6             |
| 2022  | Peñarol            | 24:13              | Selknam            | 2022-05-27         | Montevideo (Urugwaj), Estadio Charrúa | 6             |
| 2023  | Peñarol            | 23:17              | Dogos              | 2023-06-09         | Montevideo (Urugwaj), Estadio Charrúa | 7             |
| 2024  | Dogos              | 37:23              | Pampas             | 2024-06-15         | Buenos Aires (Argentyna), San Isidro  | 7             |

## Drużyny
Lista drużyn uczestniczących w rozgrywkach Super Rugby Americas:
| Klub             | Miasto       | Kraj              | Okres startów | Mistrzostwa    |
| ---------------- | ------------ | ----------------- | ------------- | -------------- |
| American Raptors | Glendale     | Stany Zjednoczone | od 2023       | 0              |
| Cafeteros Pro    | Medellín     | Kolumbia          | 2021–2022     | 0              |
| Ceibos           | Córdoba      | Argentyna         | 2020          | 0              |
| Cobras           | Jacareí      | Brazylia          | od 2020       | 0              |
| Dogos            | Córdoba      | Argentyna         | od 2023       | 1 (2024)       |
| Jaguares XV      | Buenos Aires | Argentyna         | 2021–2022     | 1 (2021)       |
| Pampas           | Buenos Aires | Argentyna         | od 2023       | 0              |
| Peñarol          | Montevideo   | Urugwaj           | od 2020       | 2 (2022, 2023) |
| Selknam          | Santiago     | Chile             | od 2020       | 0              |
| Yacare           | Asunción     | Paragwaj          | od 2020       | 0              |

Mapy lokalizacyjne drużyn uczestniczących w rozgrywkach (2024):
| Drużyny z Ameryki Południowej                                                | Drużyny z Ameryki Północnej                           |
| CobrasDogosPampasPeñarolSelknamYacare Położenie na mapie Ameryki Południowej | American Raptors Położenie na mapie Ameryki Północnej |